# Antiblemma uncinata
Antiblemma uncinata là một loài bướm đêm trong họ Erebidae.